# Statenkwartier (Maastricht)
Het Statenkwartier is een buurt (kwartier) in het centrum van de Nederlandse stad Maastricht. Het is een van de 44 buurten binnen de gemeente Maastricht en tevens een van de zeven centrumbuurten. Het Statenkwartier werd pas in de 14e eeuw aan de bestaande stad toegevoegd. Het gebied was lange tijd relatief dun bevolkt en er vestigden zich veel kloosters. Tegenwoordig is het een levendig woongebied met een veelheid aan culturele activiteiten. De buurt is onderdeel van het rijksbeschermd gezicht Maastricht en telt circa 140 rijksmonumenten.

## Geografische ligging
Het Statenkwartier ligt in het noordwesten van het Maastrichtse stadscentrum en wordt begrensd door de buurten Binnenstad en Kommelkwartier in het zuiden, het Boschstraatkwartier in het oosten en het Frontenkwartier in het noordwesten. De begrenzende straten zijn (met de klok mee): Boschstraat, Markt, Grote Gracht met in het verlengde Brusselsestraat, Koningin Emmaplein, Statensingel en Frontensingel. De laatstgenoemde straten behoren in hun geheel tot het Statenkwartier, dus ook de straten zelf, echter niet de buitenste straatwanden (de oneven huisnummers van de Brusselsestraat en de even nummers van de Statensingel, bijvoorbeeld). Bij de Boschstraat, Markt en de Grote Gracht is dit andersom: de percelen grenzend aan de west- en noordwestzijde van deze straten liggen in het Statenkwartier, maar de straten of het plein zelf, inclusief het wegdek en de voetpaden aan beide zijden, behoren tot de aangrenzende buurten Boschstraatkwartier en Binnenstad. Dit verklaart waarom het standbeeld van Petrus Regout bij het voormalige Sphinx-kantoor op de lijst van gemeentelijke monumenten in Maastricht, Boschstraatkwartier voorkomt.
De buurt bestaat grofweg uit vier delen:
- het voormalige Sphinxterrein ten noorden van de lijn Maagdendries-Achter de Barakken, tegenwoordig Sphinxkwartier genoemd, waarvan de herontwikkeling in 2009 is gestart;
- het gebied tussen Bogaardenstraat en Capucijnenstraat, waarvan het noordelijk deel in de jaren 2010 is herontwikkeld tot woongebied (Plan Lindenkruis);
- het woongebied tussen Boschstraat en Bogaardenstraat, ook wel aangeduid als Boschstraat-West;
- het grote gebied tussen Capucijnenstraat, Brusselsestraat en Statensingel, met daarin centraal het kloostercomplex De Beyart.[2]

## Geschiedenis en naamgeving
De naam Statenkwartier is ontleend aan de naam van een nabijgelegen straat, de Statensingel. Toen in de tweede helft van de negentiende eeuw op de voormalige vestingwerken singels werden aangelegd, kregen die de namen van vroegere machthebbers: Prins Bisschopsingel, Statensingel, Hertogsingel en Fransensingel (de naam Frontensingel dateert uit 1985). De Statensingel – evan als de Statenstraat – was genoemd naar de Staten-Generaal der Verenigde Nederlanden, die van 1632-1794, samen met het Prinsbisdom Luik, het gezag uitoefende in het tweeherige Maastricht. Tevens was een van de vestingwerken in de nabije Hoge Fronten naar deze instelling genoemd: het bastion Staten-Generaal.
Het gebied van het huidige Statenkwartier ging pas in de late middeleeuwen deel uitmaken van de ommuurde stad Maastricht. In de tweede helft van de veertiende eeuw werden de huizen, die toen langs de belangrijkste uitvalswegen stonden (Sint Pieterstraat, Tongersestraat, Brusselsestraat en Boschstraat), door de bouw van de tweede stadsmuur bij de stad gevoegd. Een groot deel van het tussenliggend gebied bleef toen nog onbebouwd, zoals te zien is op de Franse maquette van Maastricht. Enkele kloosters, waaronder De Beyart, het Capucijnenklooster, het Sint-Andriesklooster en het Penitentenklooster, bezaten hier uitgestrekte moestuinen en boomgaarden. Ook lagen er enkele kazernes (Boschbarakken, Lindenkruisbarakken) en kruithuizen.
In de negentiende eeuw ontwikkelde zich het noordelijk deel van de buurt tot wat de bakermat van de industriële revolutie in Nederland genoemd kan worden. Daar bouwde Petrus Laurentius Regout vanaf 1830 in snel tempo een groot industrieel complex op, met onder andere een glas- en kristalfabriek, een aardewerkfabriek, een meniefabriek, een potasfabriek, een spijkerfabriek en een geweerfabriek (zie Koninklijke Sphinx en Sphinxkwartier). Aan de westrand liggen enkele straten met arbeidershuizen (Herbenusstraat, Hoogfrankrijk), die in hun eenvoud enigszins Engels aandoen. Hoewel de oude klooster in de Franse tijd allemaal waren opgeheven, ontstonden er in de loop van de negentiende eeuw aan de Brusselsestraat en de Grote Gracht nieuwe kloostercomplexen van de broeders van Maastricht en de ursulinen, beide met hun eigen scholen.
Na de Tweede Wereldoorlog trok een deel van de arbeidersbevolking weg naar de buitenwijken. Vanaf het laatste kwart van de twintigste eeuw vestigden zich veel studenten in het Statenkwartier, wat in sommige gevallen tot wrijving met de andere bewoners leidde.

## Voorzieningen
De buurt heeft de typische bevolkingssamenstelling van een binnenstadswijk. Er wonen relatief veel studenten, alleenstaanden, ouderen en gehandicapten; gezinnen met kinderen zijn er relatief weinig. Niettemin beschikt de buurt over goede onderwijsvoorzieningen. Zo is er een rooms-katholieke basisschool (de Sint-Aloysiusschool aan de Brusselsestraat) en een montessori-basisschool (aan de Capucijnenstraat). Aan de Grote Gracht liggen enkele gebouwen van de Universiteit Maastricht en aan de Boschstraat is het wetenschappelijk instituut UNU-MERIT gevestigd.
Het klooster De Beyart van de broeders van Maastricht fungeert tegenwoordig hoofdzakelijk als bejaardenverzorgingscentrum voor kloosterlingen van verschillende congregaties, alsmede niet-religieuzen. In het voormalige Ursulinenklooster aan de Grote Gracht/Capucijnenstraat is het woon- en zorgcentrum De Merici gevestigd met 35 zelfstandige zorgappartementen voor mensen met een verstandelijke beperking. Het pand van het door een subsidiestop opgeheven theaterproductiehuis Huis van Bourgondië (Hoogfrankrijk 21) is sinds 2017 in gebruik door de stichting The Masters, die hier een wijkhuis annex restaurant runt ten behoeve van mensen met een beperking. Het gebouw van de Nederlandse Vereniging tot Integratie van Homoseksualiteit COC ligt centraal in de buurt (Bogaardenstraat 43). Verder zijn er de sociëteiten van de studentenverenigingen Circumflex en Lux ad Mosam gevestigd.
In het Statenkwartier bevinden zich diverse culturele voorzieningen, zoals het centrum voor hedendaagse kunst Marres (Capucijnenstraat 98), de culturele ontmoetingsplek 6211 Kunstkwartier (Breulingstraat 18), het amateurkunstencentrum in de voormalige Sint-Servatiusschool (Herbenusstraat 89) en de muziekwerkplaats Intro in situ (Capucijnengang en Boschstraat 7). De oude brandweerkazerne aan de Capucijnenstraat functioneert als broedplaats voor kunstenaars. In de voormalige kloosterkapel van de ursulinen is een klein museum gevestigd, dat wordt gerund door de Stichting Vrienden van De Merici, samen met de bewoners. Het museum heette aanvankelijk Museum N More, tegenwoordig Sjoen Limburg.
De voornaamste winkelstraten in het Statenkwartier zijn de Boschstraat, de Grote Gracht en de Brusselsestraat, die als aanloopstraten van het kernwinkelcentrum te boek staan, maar tevens al jaren kampen met leegstand. In een deel van de Sphinxgebouwen hebben zich winkels en horecagelegenheden gevestigd, waarvan The Student Hotel en de woonwinkel Loods 5 verreweg de meeste ruimte in beslag nemen. Op de plaats van de gesloopte sanitairfabriek van Sphinx staat sinds 2015 een bioscoop van Pathé Nederland met acht zalen. Voor andere basisvoorzieningen zijn de bewoners aangewezen op de Binnenstad of het winkelcentrum Brusselsepoort.

## Architectuur en stedenbouw
In het Statenkwartier bevinden zich circa 150 rijksmonumenten en bijna 300 gemeentelijke monumenten.

### Religieus erfgoed

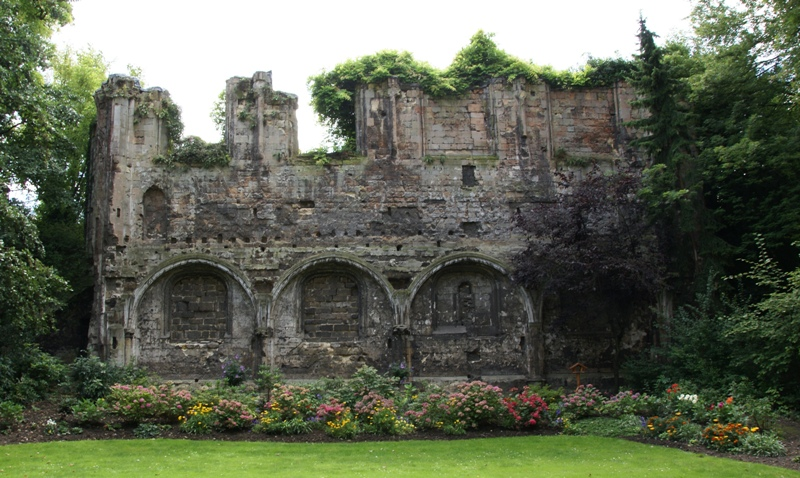
Ruïne Beyartklooster

In het zuidelijk deel van de wijk overheersen de kloosters en de aan kloosters gerelateerde scholencomplexen. Voorbeelden van monumentale religieuze gebouwen:
- Beyart, 15e-eeuwse ruïne van kloosterkerk en laat-19e-eeuws klooster van de Broeders van de Onbevlekte Ontvangenis
- Cellebroederskapel, 16e-eeuwse gotische kapel met fraai Binvignat-orgel
- Capucijnenklooster, eenvoudige 17e-eeuwse kloosterkapel en kloosterrestant
- Ursulinenklooster, kloostercomplex met neogotische kapel van Johannes Kayser
- Franciscanessenkapel, neoclassicistische kapel aan de Capucijnengang (verbouwd tot appartementen)
- Miséricordeklooster, eenvoudig bakstenen klooster met neogotische kapel aan het Miséricordeplein
- Synagoge van Maastricht, eenvoudige bakstenen bouwwerk uit 1840 met fraai neoclassicistisch interieur
- Sint-Andrieskapel, gotische kloosterkapel (14e/15e eeuw)

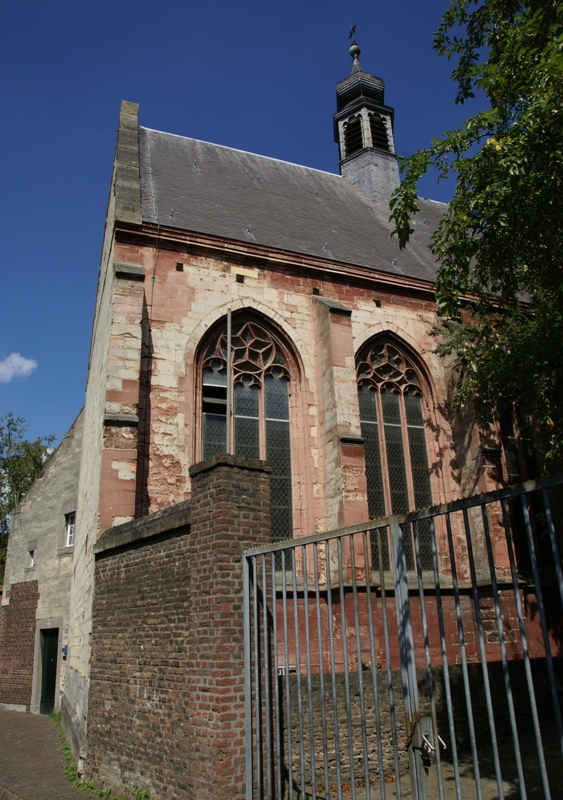
Cellebroederskapel
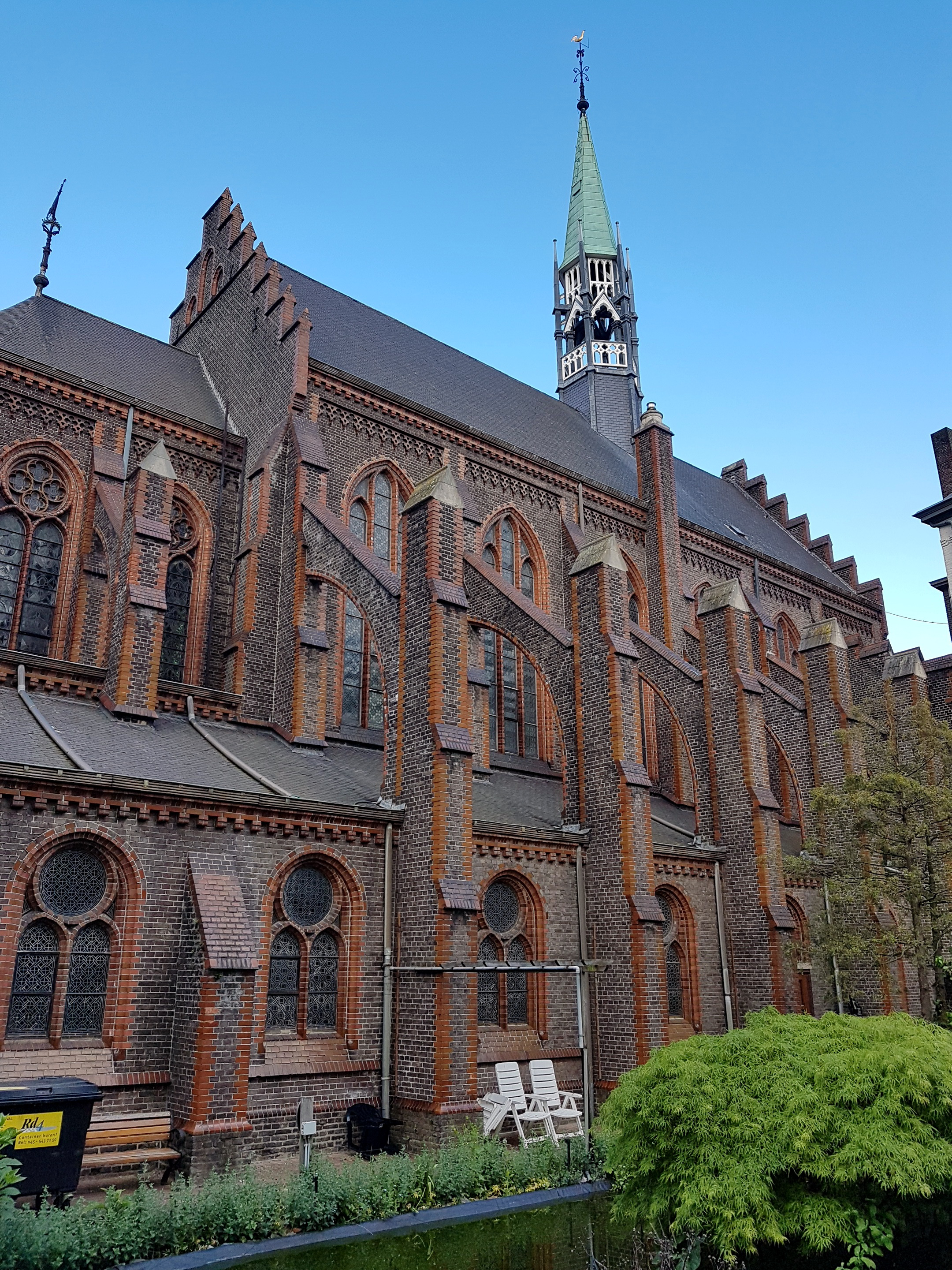
Ursulinenkapel
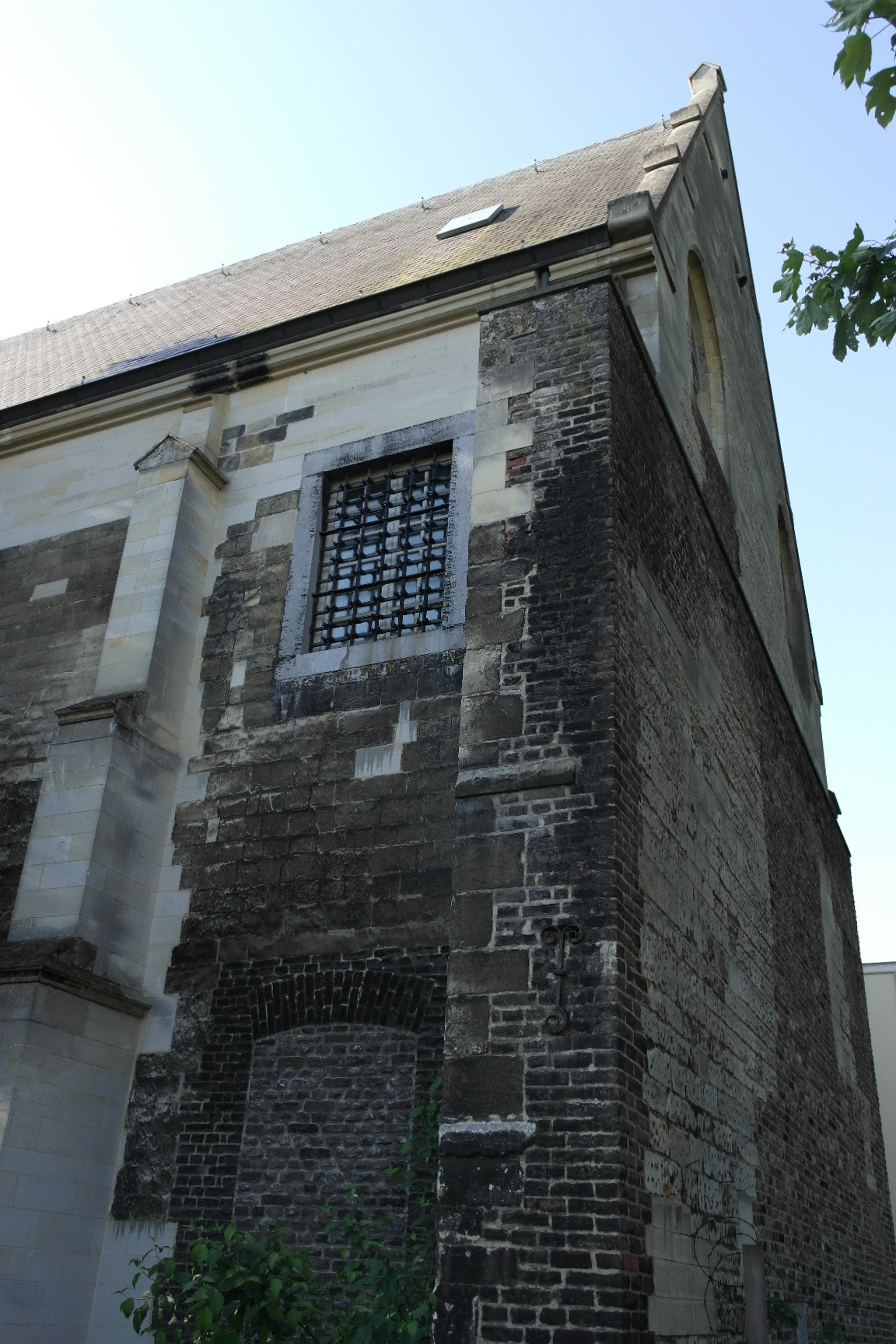
Sint-Andrieskerk
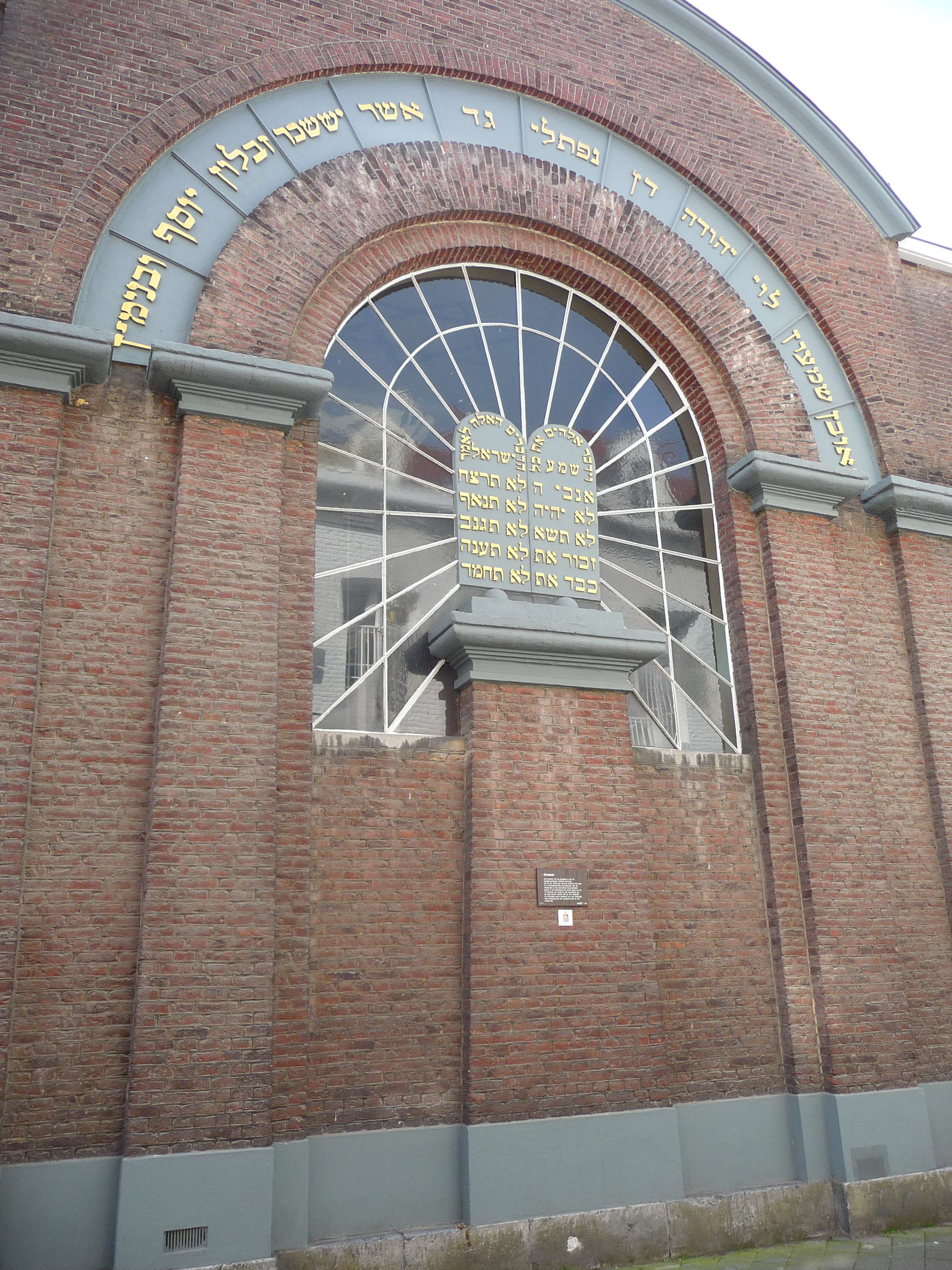
Synagoge

### Onderwijsgebouwen

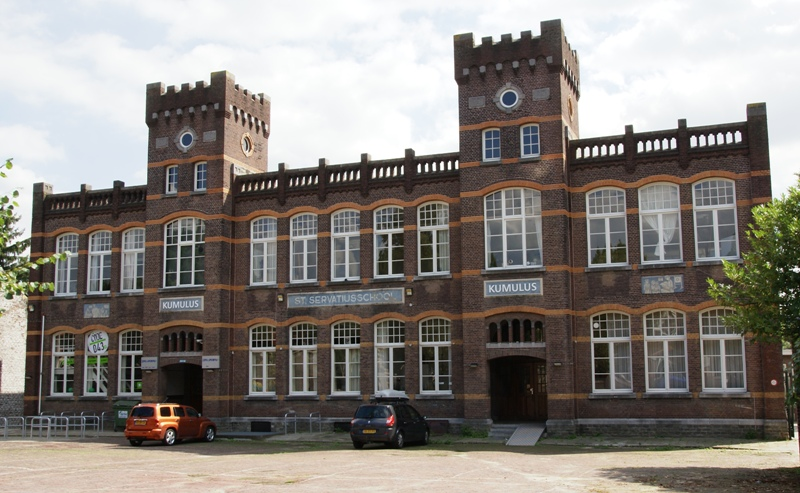
Voormalige Sint-Servatiusschool

In de omgeving van de Grote Gracht zijn enkele monumentale scholen te vinden. Ook een tweetal hôtels particuliers aan deze straat hebben thans een onderwijsfunctie.
- Ursulinenschool (later Jeanne d'Arc College), expressionistisch schoolgebouw van baksteen aan de Grote Gracht (V.F. Marres en W.J. Sandhövel, 1928; latere uitbreiding: Alphons Boosten, 1938)
- Ursulinenkweekschool, uitbreiding ursulinenscholen met kalksteengevel aan de Capucijnenstraat (Alphons Boosten, 1933)
- Hof van Tilly, 18e-eeuws stadspaleis, thans in gebruik bij de Universiteit Maastricht
- Huis Soiron, rijk gedecoreerd laat-18e-eeuws herenhuis van architect Mathias Soiron, thans UM
- Sint-Servatiusschool, ontworpen door J.G.H. Schoth (1912)

Andere monumenten zijn het 17e-eeuwse Misericordehuisje en het Hofje van de Twaalf Apostelen. Verder zijn met name aan de Boschstraat, de Bogaardenstraat, de Grote Gracht en de Brusselsestraat talloze monumentale herenhuizen te bewonderen.

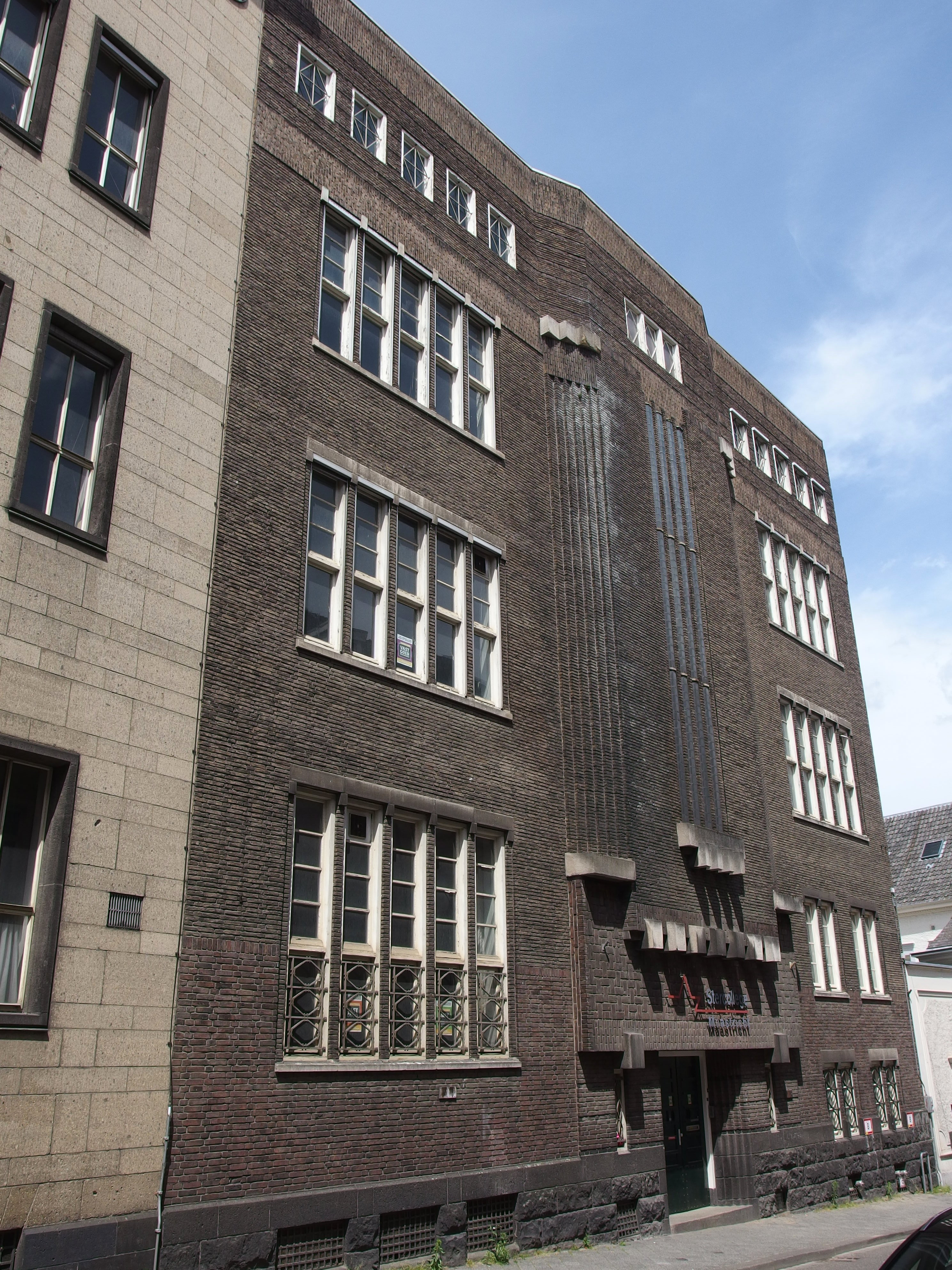
Vm. Jeanne d'Arclyceum
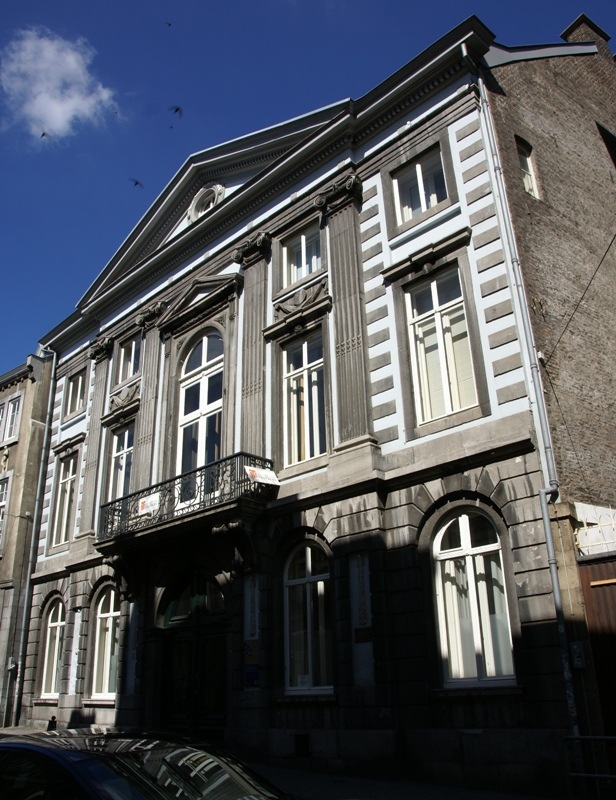
Huis Soiron
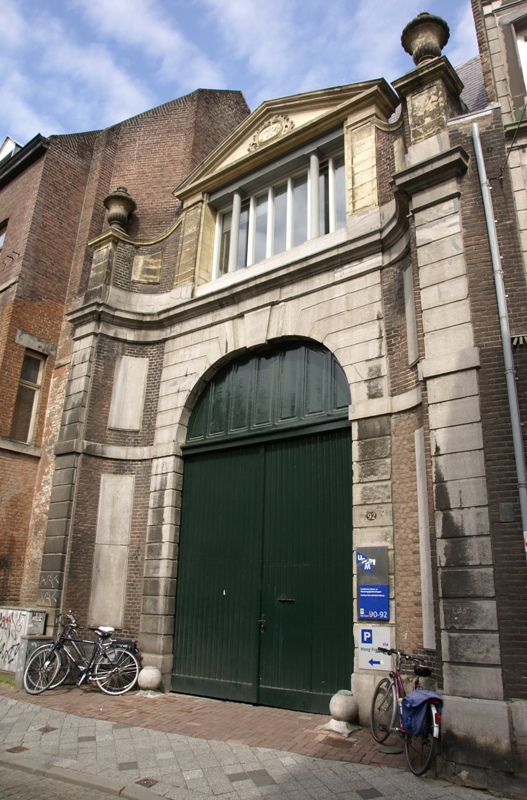
Poortgebouw Hof van Tilly
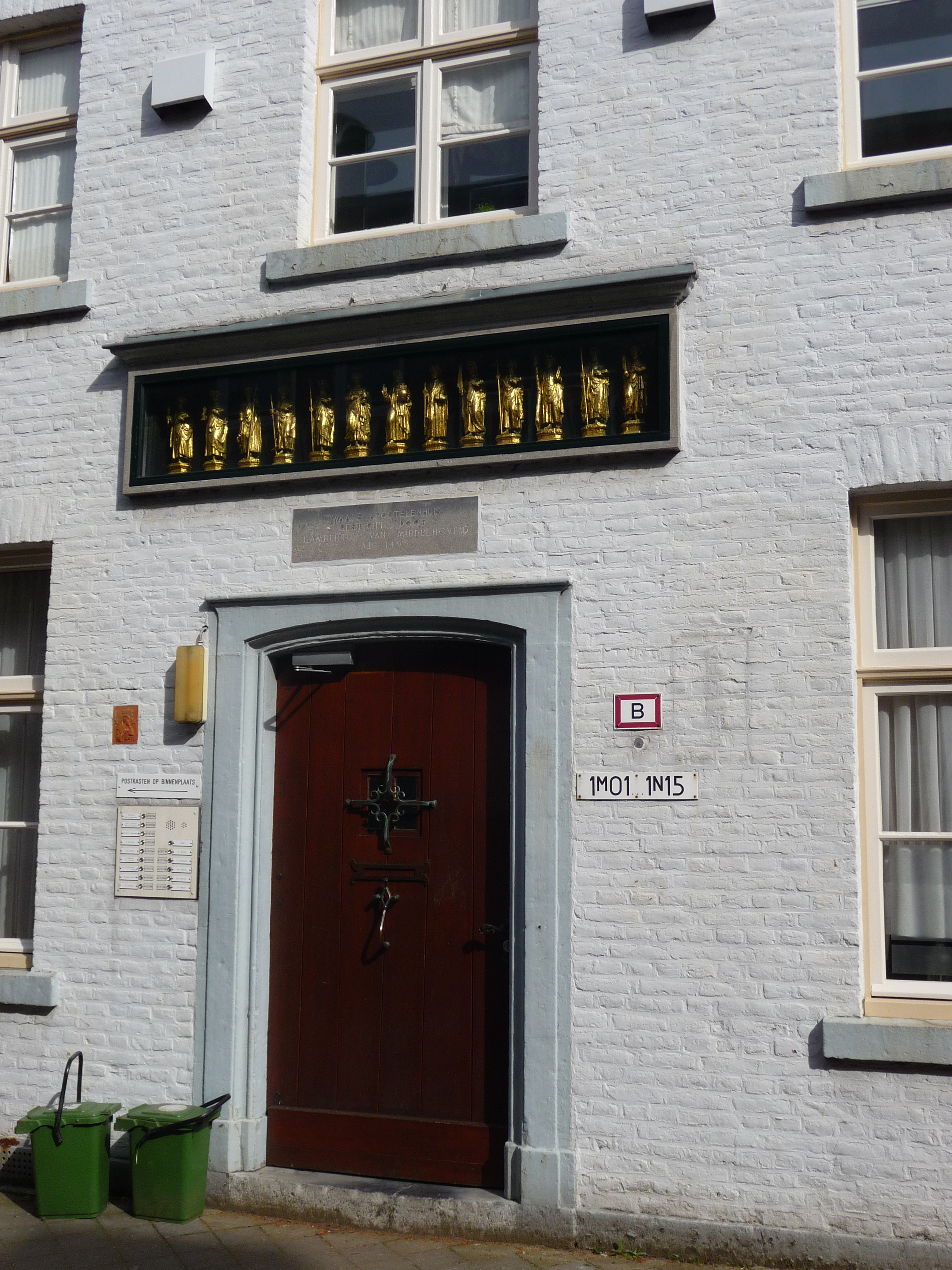
Huis der twaalf apostelen

### Industrieel erfgoed, moderne architectuur

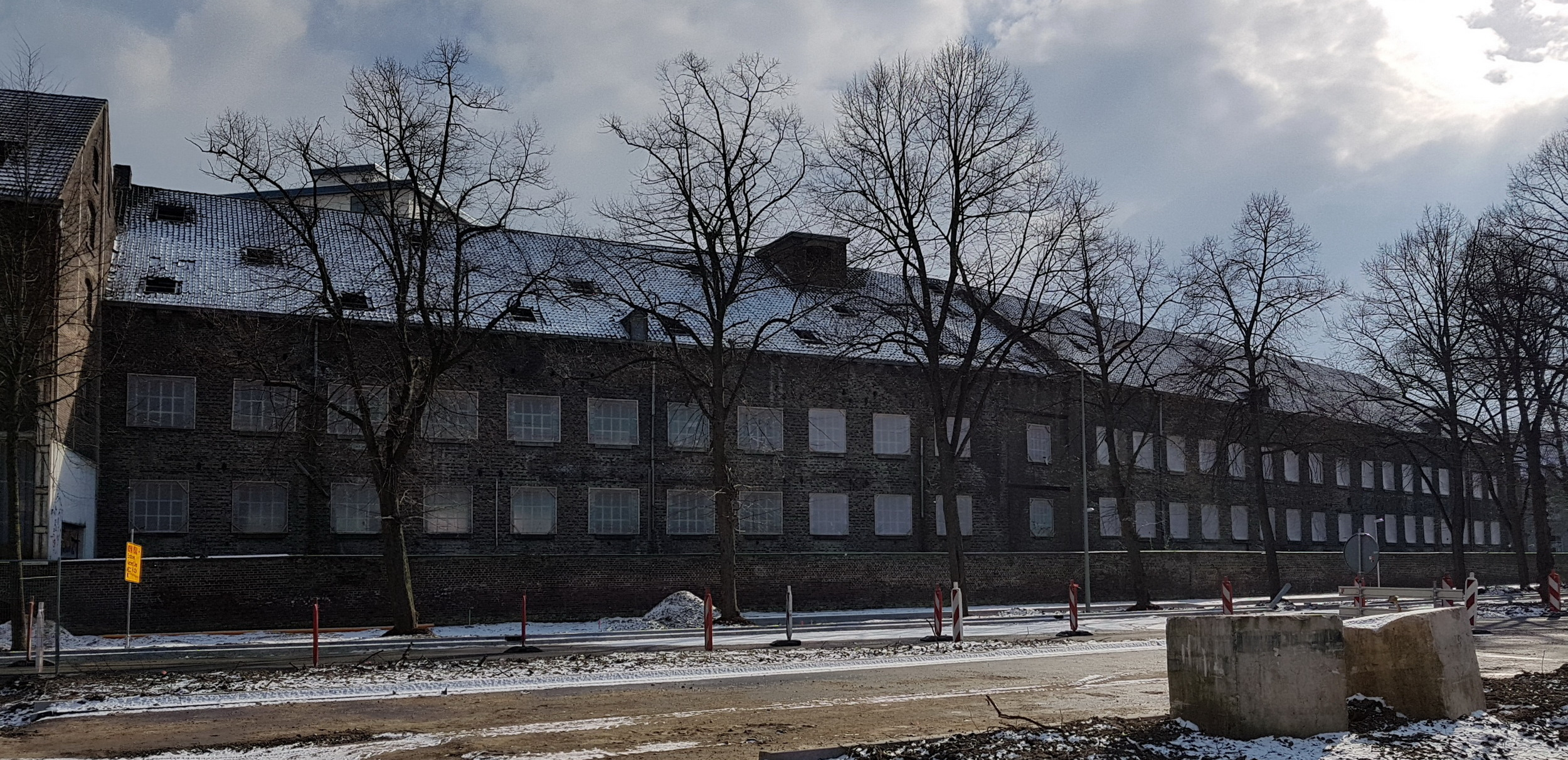
De Mouleurs, thans Loods 5

In het noordelijk deel van de wijk overheerst het industriële erfgoed. Op het terrein van de Sphinxfabrieken, sinds 2013 Sphinxkwartier genoemd, zijn voorbeelden te vinden van fabrieksgebouwen uit verschillende perioden. Zo staat de voormalige fabriekspoort uit 1865 er nog, delen van de fabrieksmuur uit 1873, enkele fabriekshallen uit circa 1875 (de zogenaamde 'Mouleurs' of 'Belgen'), het in drie fasen gebouwde Eiffelgebouw uit 1929-1941, en het Sphinx-kantoor uit 1956 (thans UNU-MERIT).
Het Sint-Lidwinapaviljoen van Alphons Boosten op het Beyart-terrein is een voorbeeld van het nieuwe bouwen uit de jaren 1930. De voormalige brandweerkazerne aan de Capucijnenstraat is een functionalistisch gebouw uit de jaren 1950. Op het gebied van de hedendaagse architectuur kunnen genoemd worden het woningcomplex aan de Charles Voscour van de Belgische architect Charles Vandenhove, het Miséricordeplein van Harry Gulikers en het V-House van Wiel Arets in de Batterijstraat.

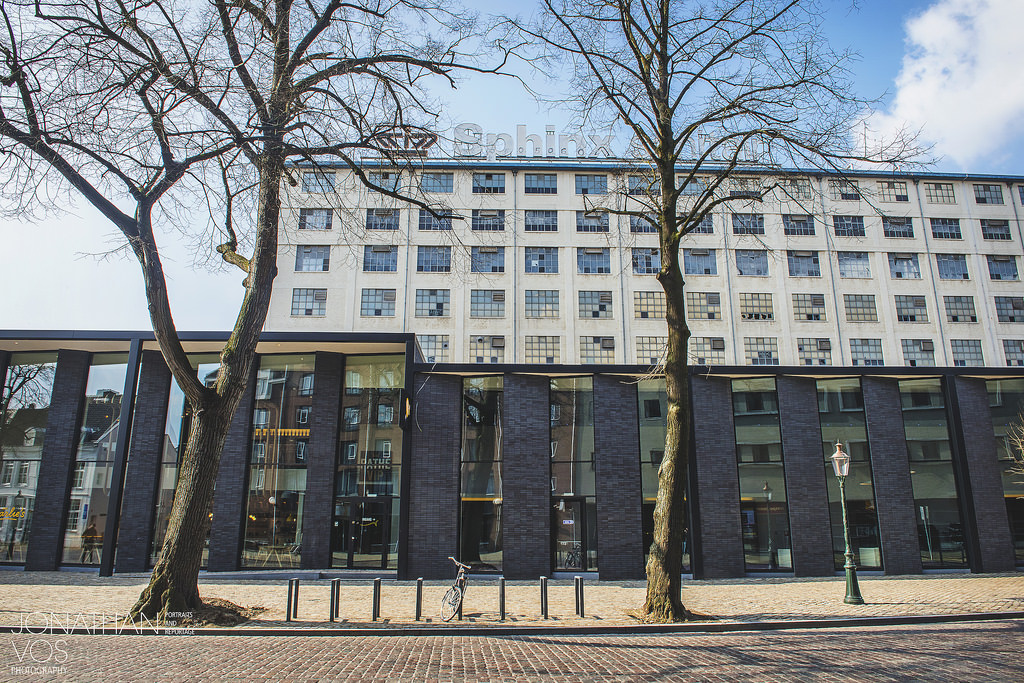
Eiffelgebouw & Pathé-bioscoop
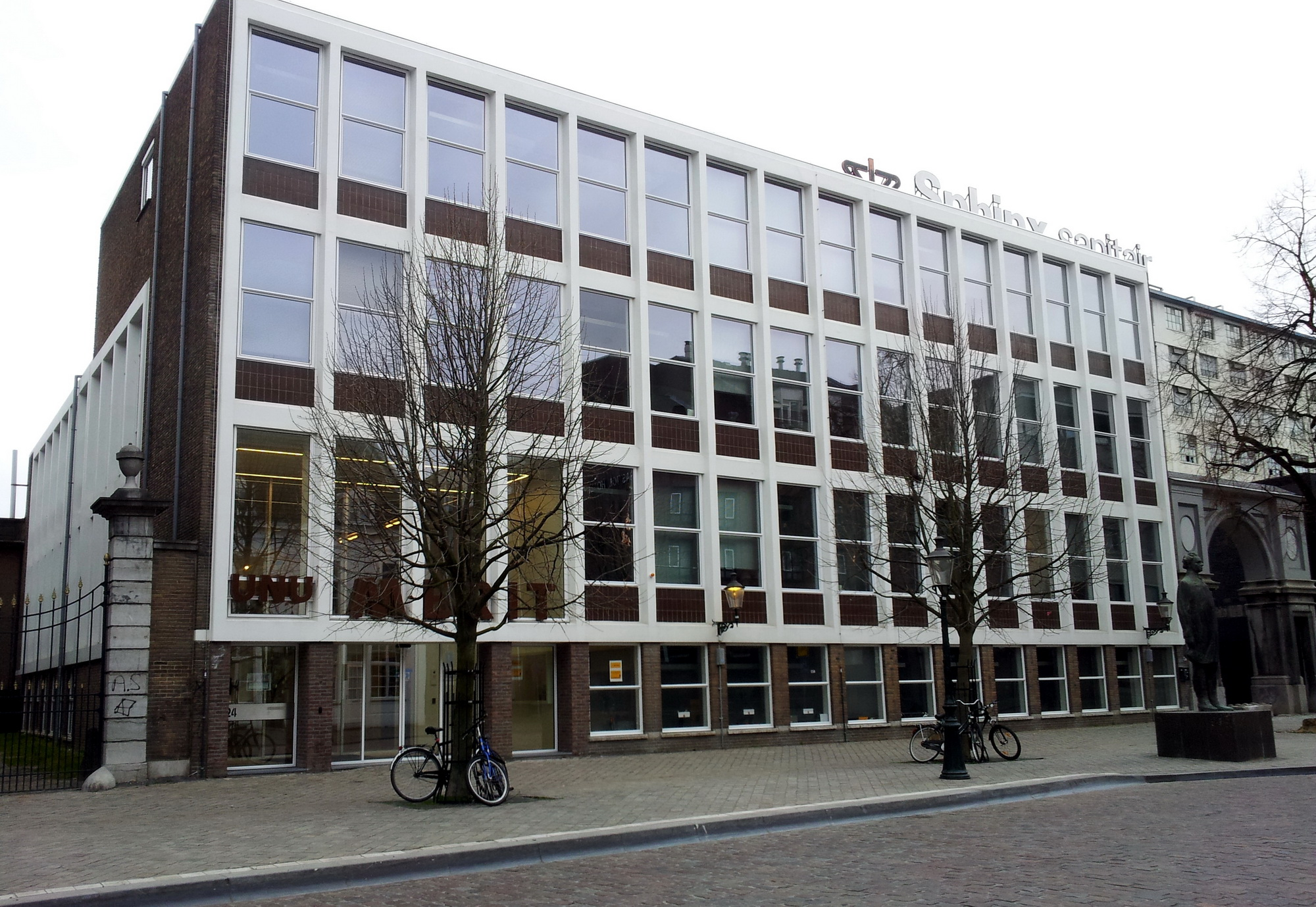
Vm. Sphinx-kantoor
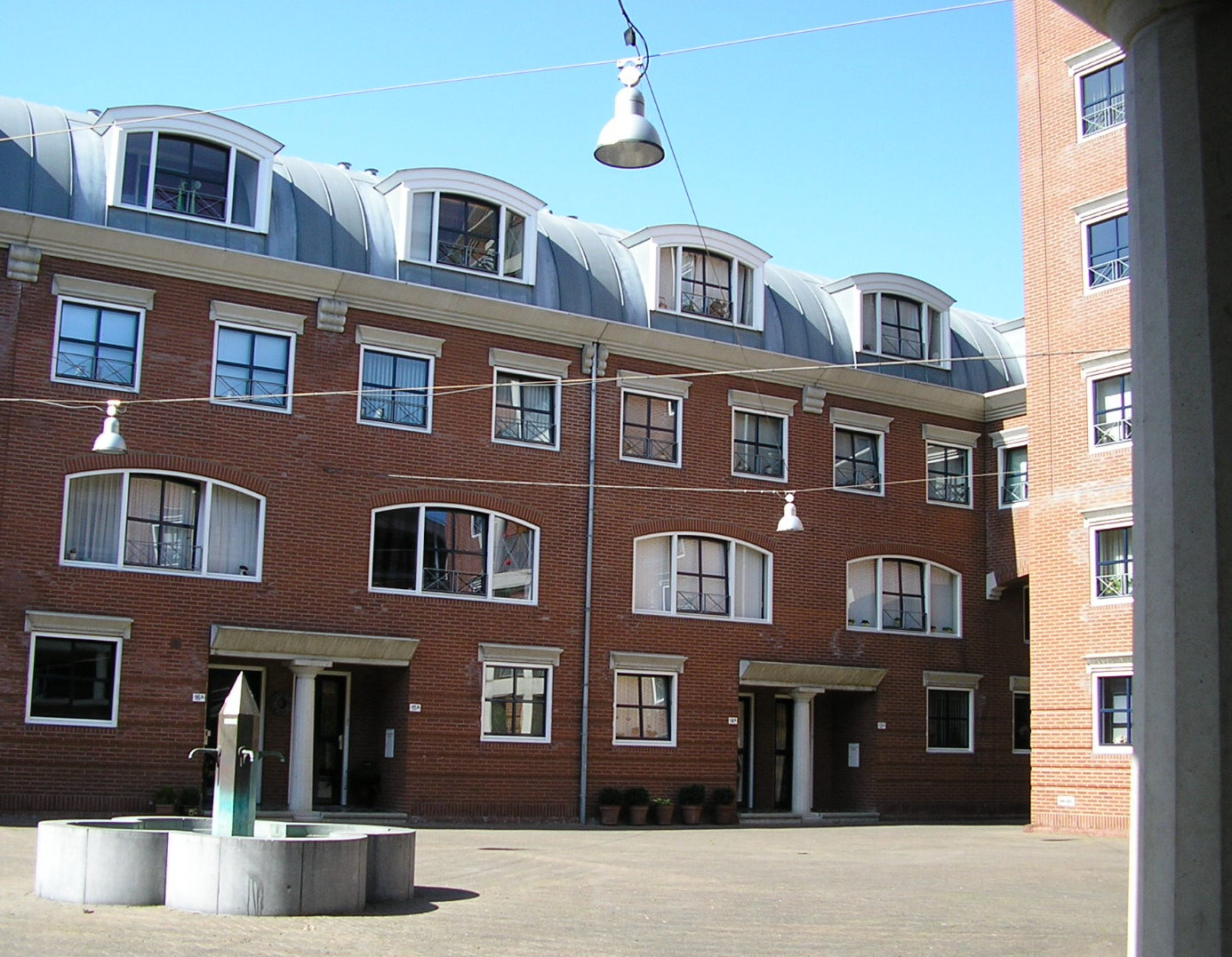
Charles Voscour
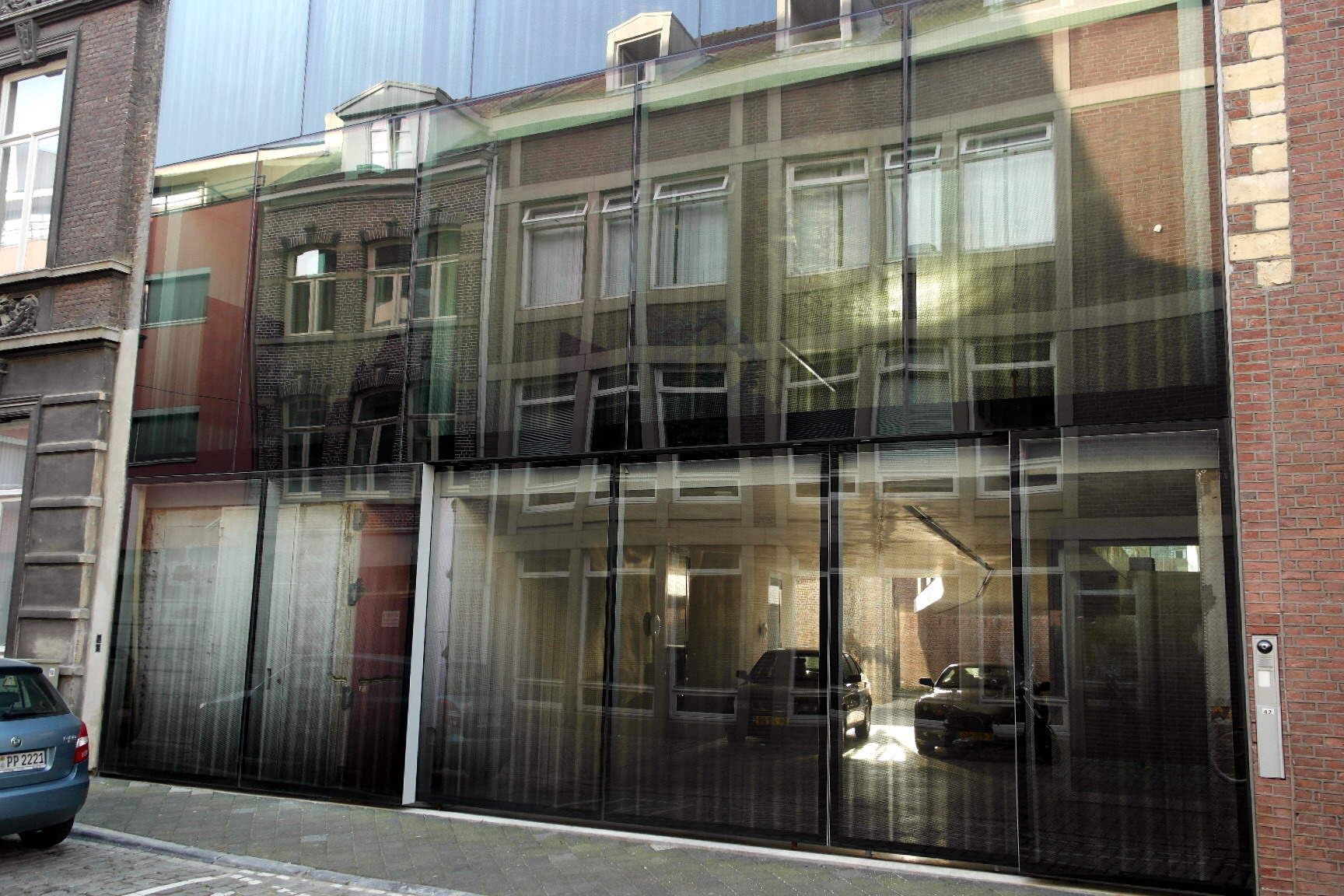
V-House, Batterijstraat